# Scaptodrosophila altera
Scaptodrosophila altera är en tvåvingeart som först beskrevs av Bock 1976.  Scaptodrosophila altera ingår i släktet Scaptodrosophila och familjen daggflugor. Inga underarter finns listade i Catalogue of Life.